# Barranc del Volante
Le Barranc del Volante est situé sur le territoire de Peñíscola (Baix Maestrat, Communauté valencienne). Il se trouve à environ 6 km au sud du noyau urbain, et son cours est approximativement perpendiculaire à la côte, où il débouche. Il passe près de la Tour de Badum. Ce barranc marque la limite nord du Parc naturel de la Sierra d'Irta.